# Нумеров Борис Васильович
Борис Васильович Нумеров (рос. Борис Васильевич Нумеров; 17 (29) січня 1891 — 13 вересня 1941) — радянський астроном, член-кореспондент АН СРСР (1929).

## Життєпис
Родився в Новгороді. У 1913 закінчив Петербурзький університет і був залишений на кафедрі астрономії для підготовки до наукової діяльності. Одночасно в 1913—1915 був понадштатним астрономом Пулковської обсерваторії, вів спостереження на зеніт-телескопі. У 1915—1925 — астроном-спостерігач обсерваторії Петроградського (Ленінградського) університету. У 1917—1936 викладав у Петроградському (Ленінградському) університеті (з 1924 — професор), з 1923 також професор Гірничого інституту. У 1919 заснував Головний обчислювальний інститут при Всеросійському астрономічному союзі (з 1920 — його перший директор), з 1920 — також завідувач відділом Астрономо-геодезичного інституту, організованого за його ініціативою в тому ж році. У 1924—1936 — директор Астрономічного інституту (нині — Інститут теоретичної астрономії АН РАН), який утворився в 1923 при злитті Обчислювального і Астрономо-геодезичного інститутів. Одночасно в 1926—1927 — директор Головної геофізичної обсерваторії імені Воєйкова, в 1931—1933 — завідувач відділом прикладної математики Державного оптичного інституту.
Арештований в ніч з 21 на 22 жовтня 1936 у зв'язку з «Пулковською справою», засуджений 25 травня 1937 за звинуваченням у шпигунстві, шкідництві та організації змови проти радянської влади до 10 років тюремного ув'язнення, конфіскації майна і висилці сім'ї. Перебуваючи в Хрестах, на клаптиках паперу написав три нові роботи — присвячених автоматичній машині, теорії великих планет і визначення відмін. Розстріляний, ймовірно, 15 вересня 1941 в Орловській в'язниці, перед здачею міста німецьким військам. Реабілітований у 1957.

### Наукова діяльність
Основні наукові роботи відносяться до астрометрії, небесної механіки, геофізики. Займався питаннями астрономічного і гравіметричного приладобудування. Запропонував нову програму спостережень і новий метод обробки спостережень на зеніт-телескопі. Розробив теорію зеніт-телескопа. Запропонував новий метод вивчення цапф пасажного інструменту. Розробив теорію універсального інструменту і теорію фотографічного пасажного інструменту, провів дослідження з теорії рефракції. Організував обчислювальні роботи для «Астрономічного щорічника СРСР», перший випуск якого відбувся в 1921. Особливо слід відзначити заслуги Нумерова в області небесної механіки. За його ініціативою була організована ефемеридна служба малих планет. Для розрахунків ефемерид малих планет він запропонував оригінальний метод інтегрування диференціальних рівнянь небесної механіки, названий ним методом екстраполювання. Завдяки цьому методу була обчислена точна ефемерида загубленого в 1923 восьмого супутника Юпітера і з цієї ефемериди астрономи Лікської обсерваторії 22 листопада 1930 знову знайшли супутник. У зв'язку з проблемою створення каталогу слабких зірок (КСЗ), запропонував в 1932 план спостережень обраних 10 малих планет для визначення початку координат (точки весняного рівнодення) і положення екватора КСЗ. За цим планом на 19 обсерваторіях різних країн з 1956 по 1975 було отримано понад 22 000 точних положень планет. Виконав велику роботу з впровадження маятникових і варіометрічних спостережень для вивчення коливань верхніх шарів Землі. Під його керівництвом проводилися гравіметричні спостереження у багатьох районах країни.
З ініціативи Нумерова в 1928 в Астрономічному інституті була створена дослідна механічна майстерня, а дещо пізніше — конструкторське бюро. У майстерні виготовлені 13-дюймовий рефлектор для Абастуманської обсерваторії, нова модель лабораторного візуального мікрофотометра, однотипні коронографи для спостережень затемнень Сонця і інше. 1931 при Всесоюзному об'єднанні оптико-механічного виробництва була створена спеціальна Комісія астрономічних приладів, першим головою якої став Нумеров.

## Пам'ять
На честь Нумерова названий місячний кратер і мала планета (1206 Numerowia), відкрита К.Рейнмутом 18 жовтня 1931 в Гейдельберзі.